# Kreimbach-Kaulbach
Kreimbach-Kaulbach é um município da Alemanha localizado no distrito de Kusel, estado da Renânia-Palatinado.
Pertence ao Verbandsgemeinde de Wolfstein.